# Дене, Сабине
Сабине Дене (нем. Sabine Dähne; род. 27 февраля 1950, Кольдиц, Лейпциг) — немецкая гребчиха, выступавшая за сборную ГДР по академической гребле в период 1969—1977 годов. Обладательница серебряной медали летних Олимпийских игр в Монреале, трёхкратная чемпионка мира, серебряная и бронзовая призёрка чемпионатов Европы, победительница многих регат национального и международного значения.

## Биография
Сабине Дене родилась 27 февраля 1950 года в городе Кольдиц, ГДР. Начинала спортивную карьеру как метательница диска, но в 1967 году перешла в академическую греблю. Проходила подготовку в Лейпциге в спортивном клубе DHfK.
Первого серьёзного успеха на взрослом международном уровне добилась в сезоне 1969 года, когда вошла в основной состав восточногерманской национальной сборной и побывала на чемпионате Европы в Клагенфурте, откуда привезла награду серебряного достоинства, выигранную в зачёте распашных рулевых четвёрок.
В 1970 году на европейском первенстве в Тате получила бронзу в программе парных четвёрок с рулевой.
На чемпионате Европы 1971 года в Копенгагене попасть в число призёров не смогла, показав в финальном заезде парных рулевых четвёрок лишь шестой результат.
В 1972 году в распашных рулевых четвёрках стала серебряной призёркой на европейском первенстве в Бранденбурге.
На аналогичных соревнованиях 1973 года в Москве вновь выиграла серебряную награду в той же дисциплине.
В 1974 году в рулевых четвёрках одержала победу на чемпионате мира в Люцерне.
В следующем сезоне на мировом первенстве в Ноттингеме была лучшей среди безрульных двоек.
Благодаря череде удачных выступлений удостоилась права защищать честь страны на летних Олимпийских играх 1976 года в Монреале — вместе с напарницей Ангеликой Ноак завоевала в безрульных двойках серебряную олимпийскую медаль, уступив в финале только болгарскому экипажу. За это выдающееся достижение по итогам сезона была награждена орденом «За заслуги перед Отечеством» в бронзе.
После монреальской Олимпиады Дене ещё в течение некоторого времени оставалась в гребной команде ГДР и продолжала принимать участие в крупнейших международных регатах. Так, в 1977 году она победила в безрульных двойках на мировом первенстве в Амстердаме, став таким образом четырёхкратной чемпионкой мира по академической гребле.
Завершив спортивную карьеру, работала детским тренером по академической гребле в своём родном клубе в Лейпциге. После объединения Германии освоила профессию физиотерапевта.